# Monte Pico
Il Monte Pico (2.351 m s.l.m. - in portoghese Ponta do Pico) è il punto più alto del vulcano omonimo, situato nell'isola di Pico (Portogallo), nell'arcipelago delle Azzorre. La cima della montagna è alta 2.351 m ed è il punto più alto della Regione Autonoma delle Azzorre e di tutto il Portogallo. Misurato a partire dalla contigua zona abissale, l'edificio vulcanico è alto quasi 5.000 m, di cui quasi la metà è sommersa nell'Oceano Atlantico.
Il vulcano è relativamente recente, in quanto ha approssimativamente 750.000 anni di età. Eruttò per l'ultima volta nel XVIII secolo nella sua parte sud-orientale.
Si può arrivare in vetta in circa tre-quattro ore di ascensione, durante le quali si coprono poco più di 1.000 metri di dislivello, dall'ultimo posto raggiungibile in auto: la Casa da Montanha. L'ascesa  faticosa a causa della forte pendenza lungo tutto il percorso e della necessità di portare con sé molta acqua. L'accesso è soggetto a strette regole di capacità ambientale, per cui non sono ammesse più di 160 persone contemporaneamente lungo il percorso; è possibile però attendere che progressivamente ritornino le persone e si liberino i posti per iniziare la salita
Nella parte più bassa del pendio si trova il Paesaggio della cultura vinicola dell'isola Pico, classificato dall'UNESCO come Patrimonio dell'umanità.

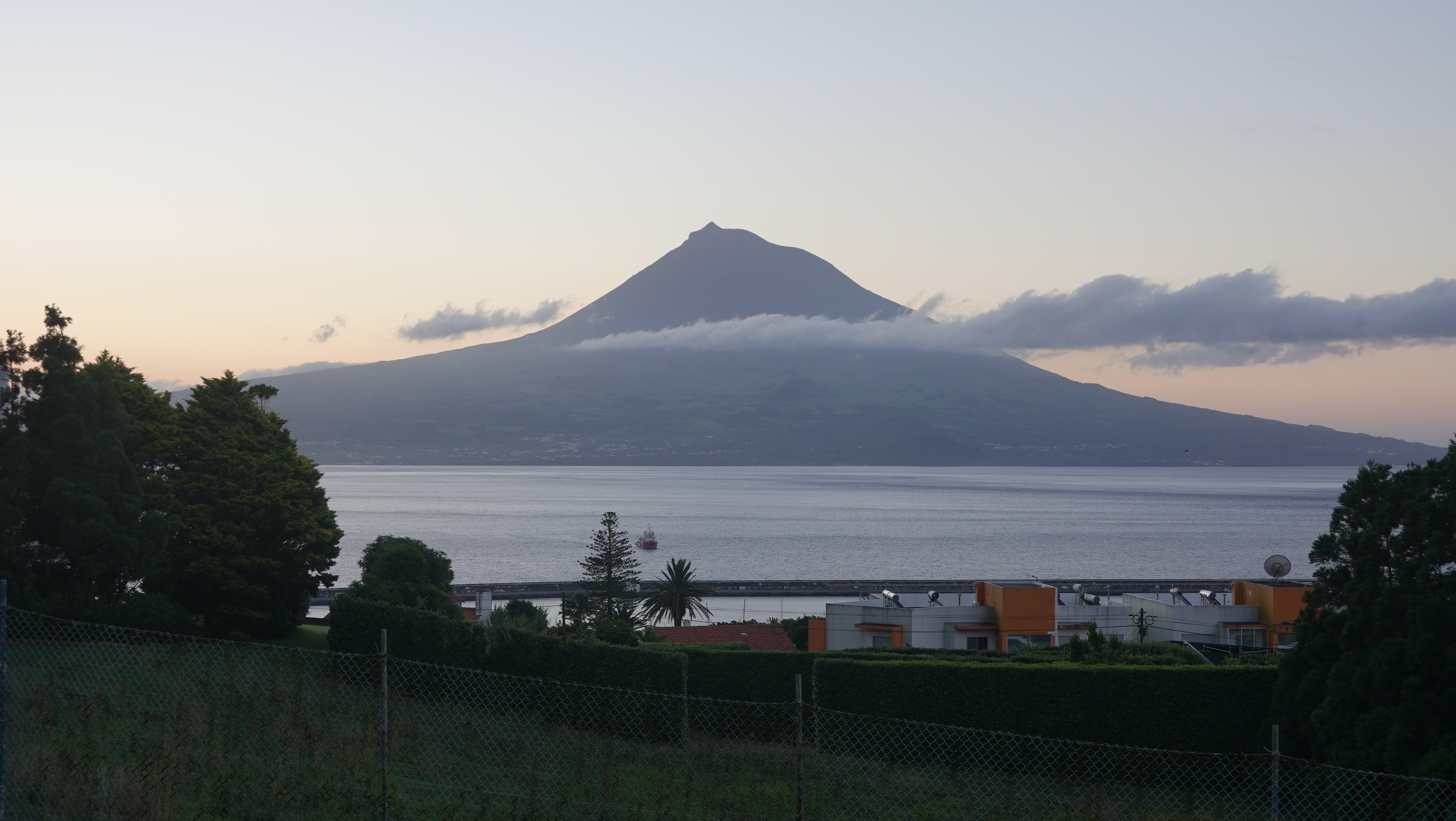
Il Monte Pico fotografato all'alba dall'Isola di Faial.